# 소시송
소시송(프랑스어: saucisson)은 프랑스의 소시지이다.

## 종류
- 소시송 다르덴(saucisson d'Ardenne)
- 소시송 다를(saucisson d'Arles)
- 소시송 단(saucisson d'âne)
- 소시송 드 라르데슈(saucisson de l'Ardèche)
- 소시송 드 리옹(saucisson de Lyon)
- 소시송 로제트(saucisson rosette)
- 소시송 보두아(saucisson vaudois)
- 소시송 샤쇠르(saucisson chasseur)
- 소시송 세크 도베르뉴(saucisson sec d'Auvergne)
- 소시송 아 라유(saucisson à l'ail)

## 사진

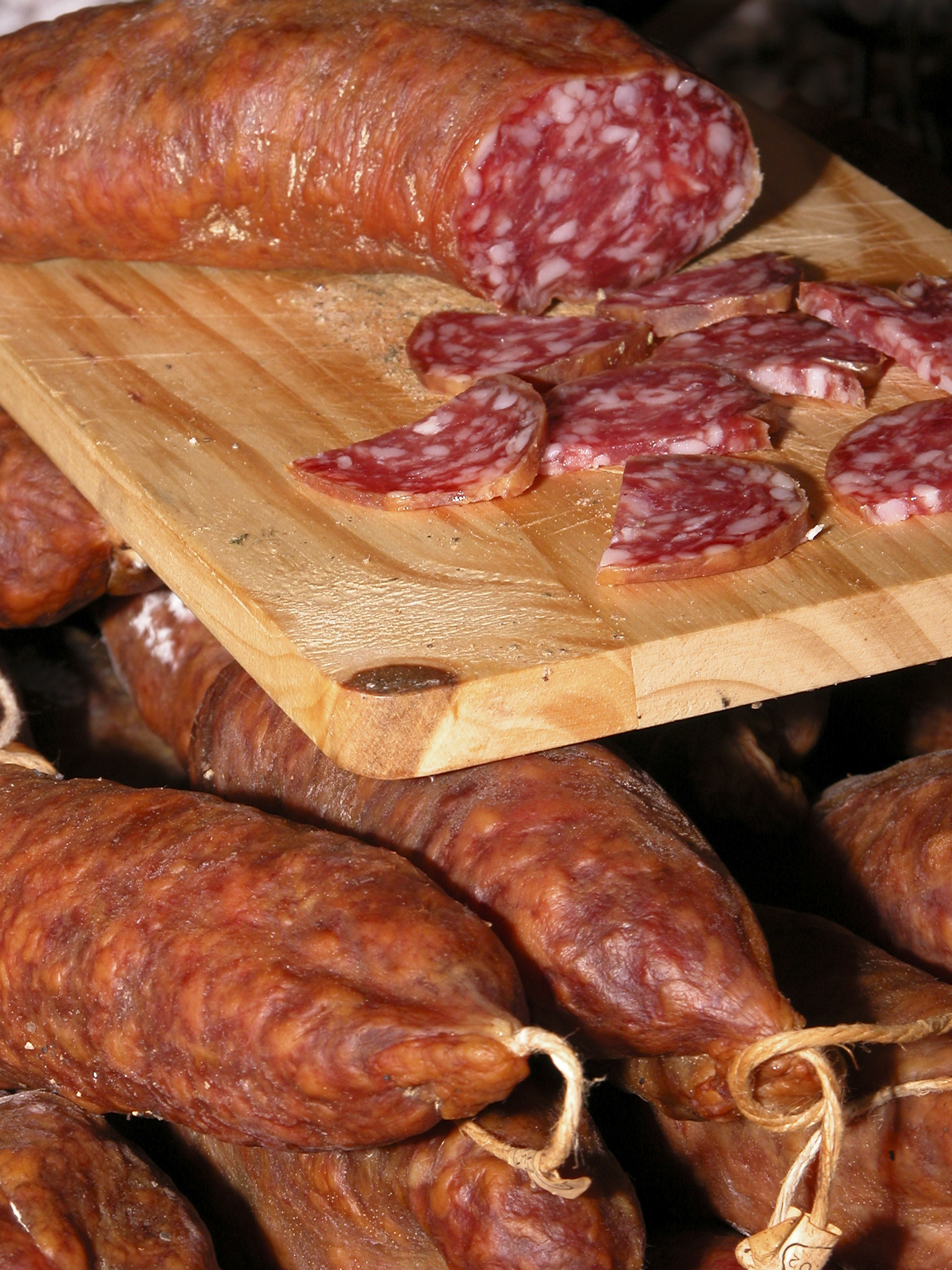
소시송 드 라르데슈
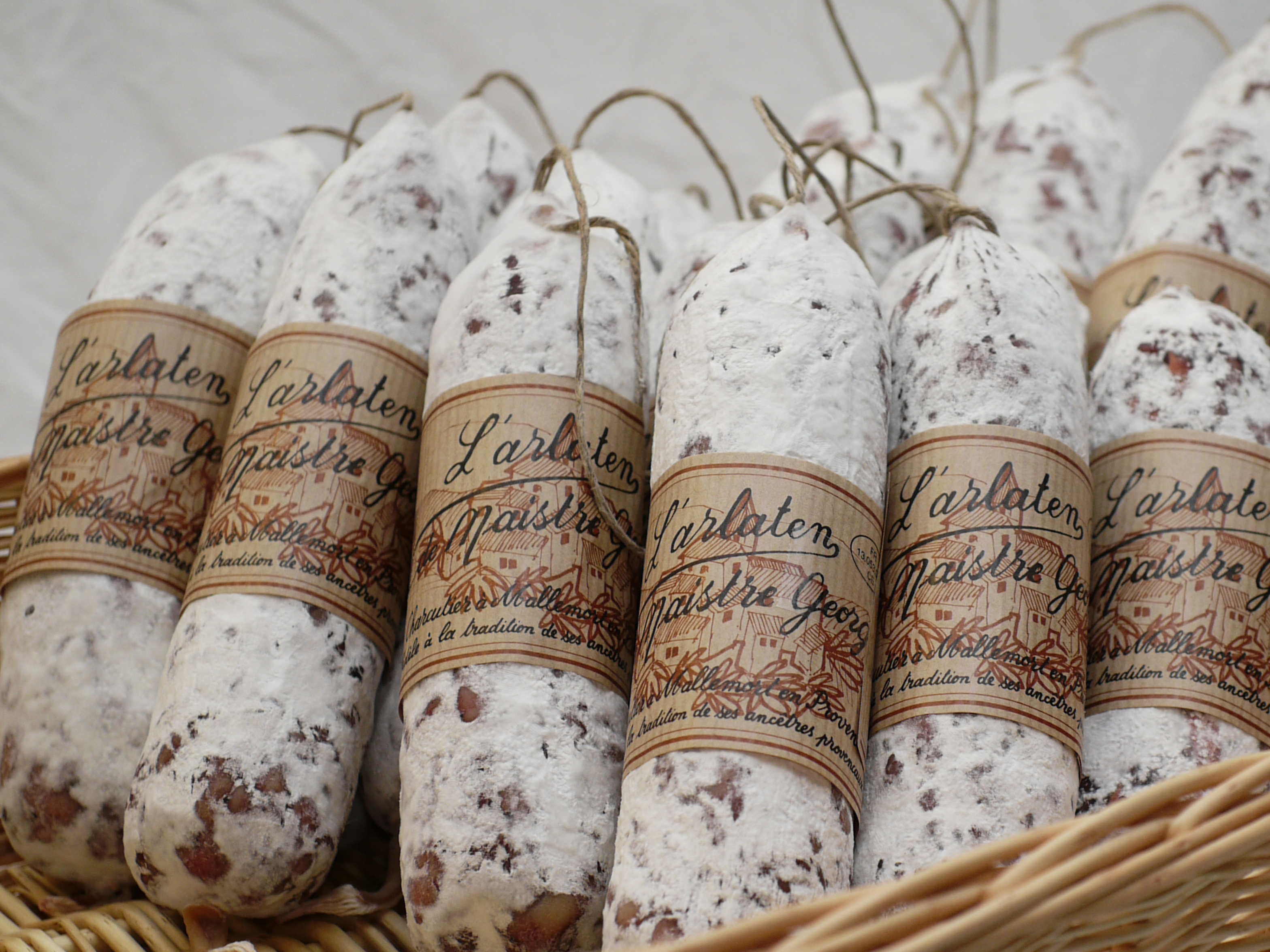
소시송 다를
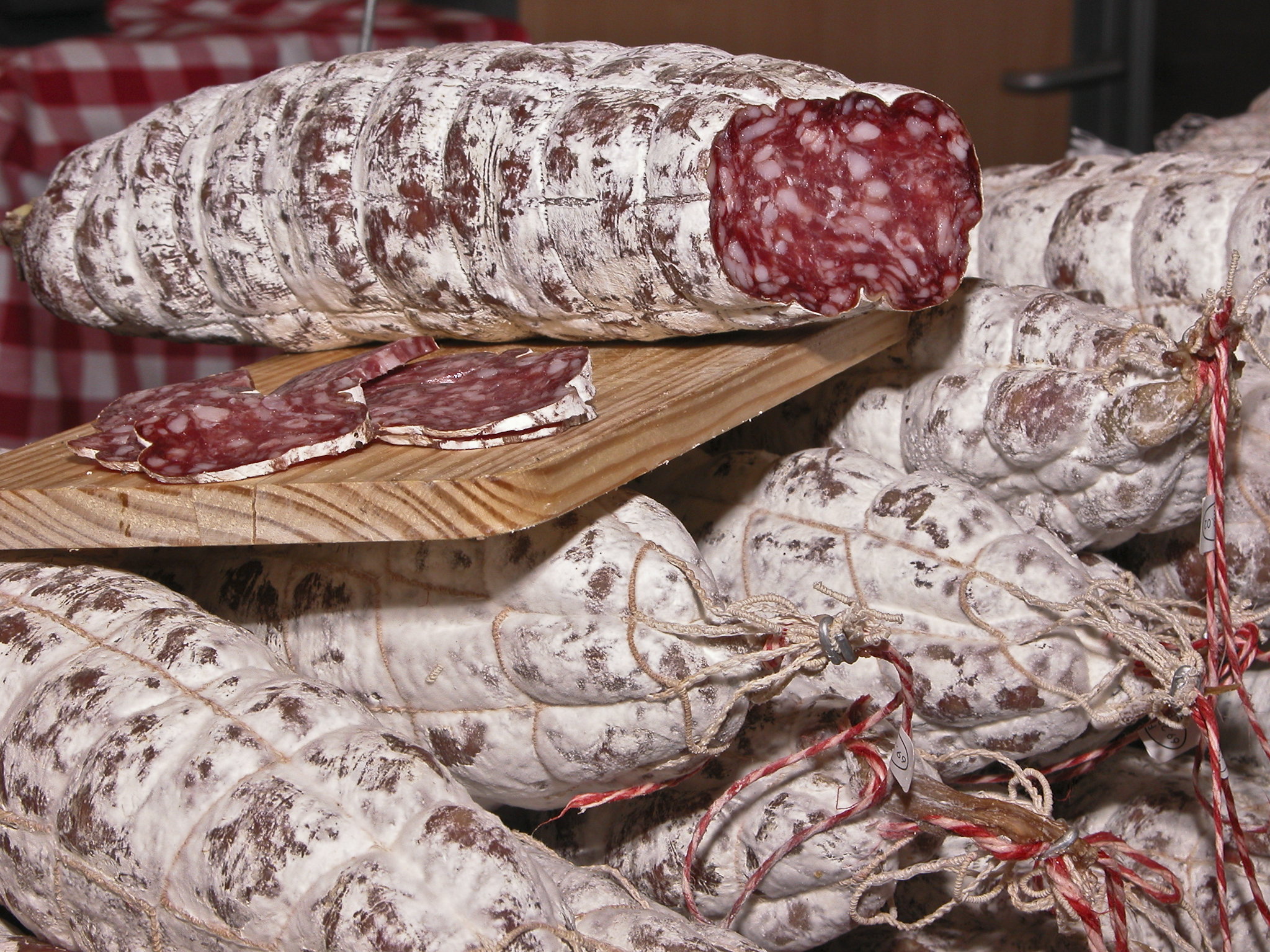
소시송 로제트
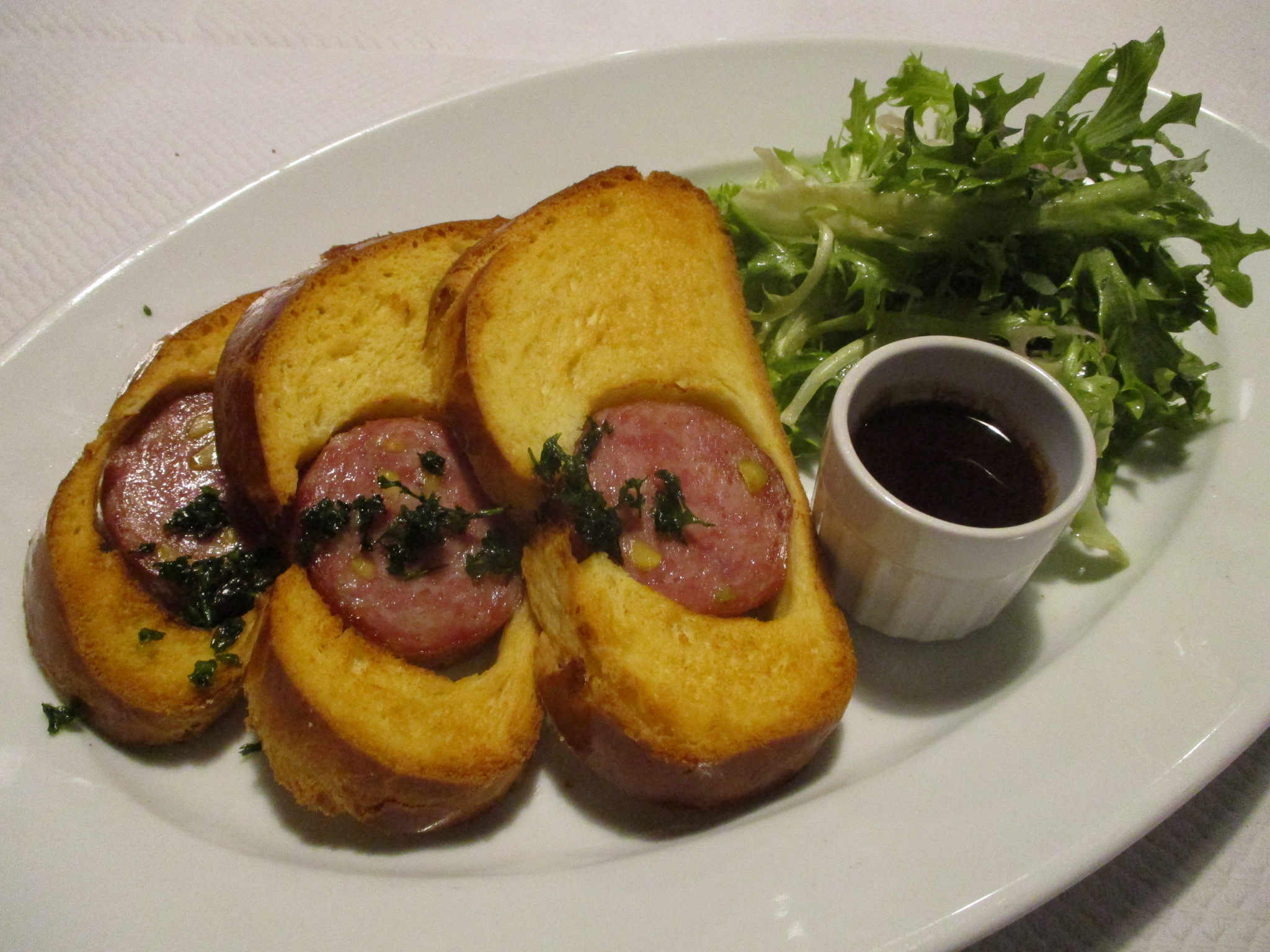
소시송 브리오셰
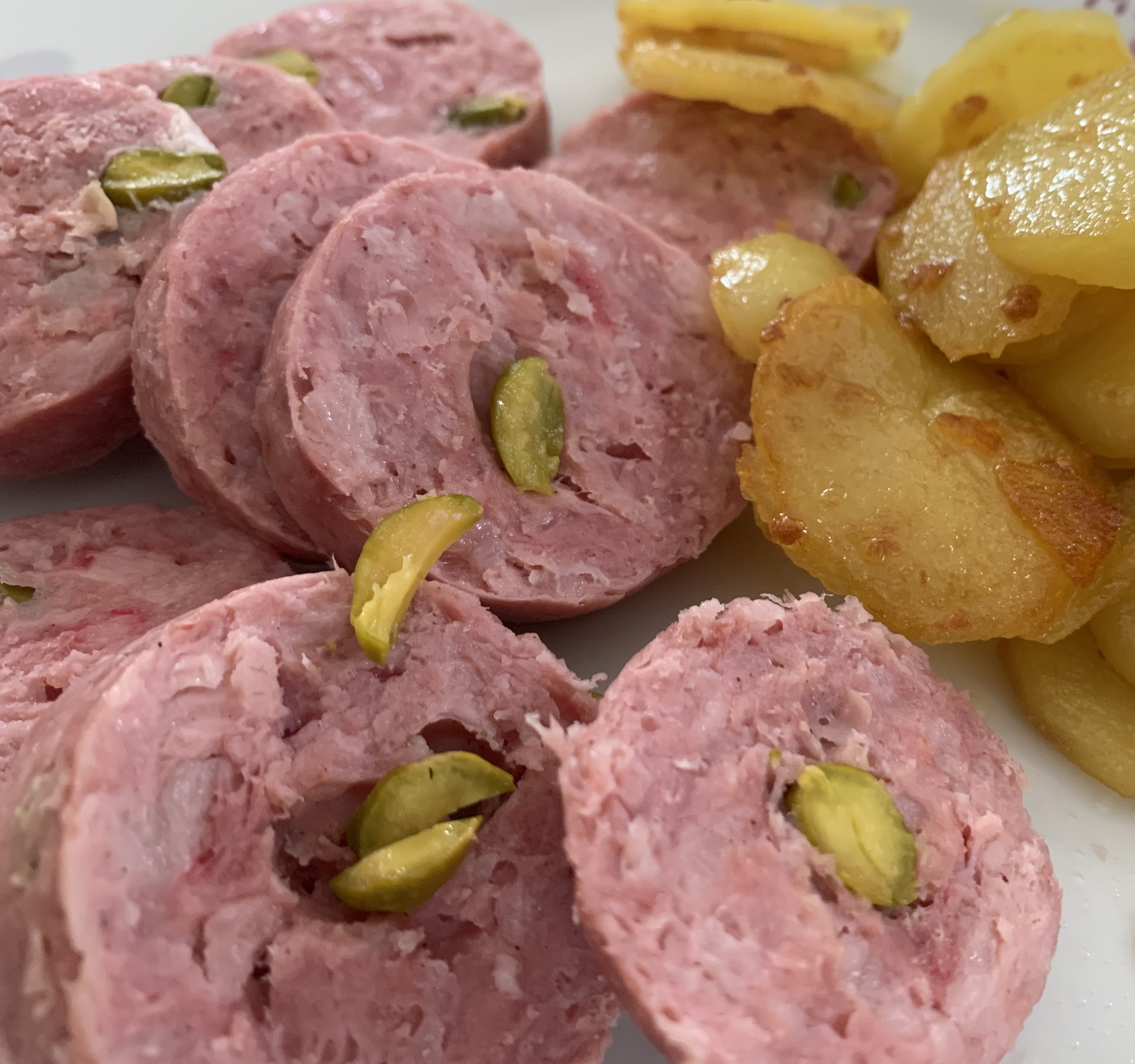
소시송 쇼

## 같이 보기
- 부트파
- 살치촌
- 소시스
- 제쥐
- 초리소